# Çerkes Hasan

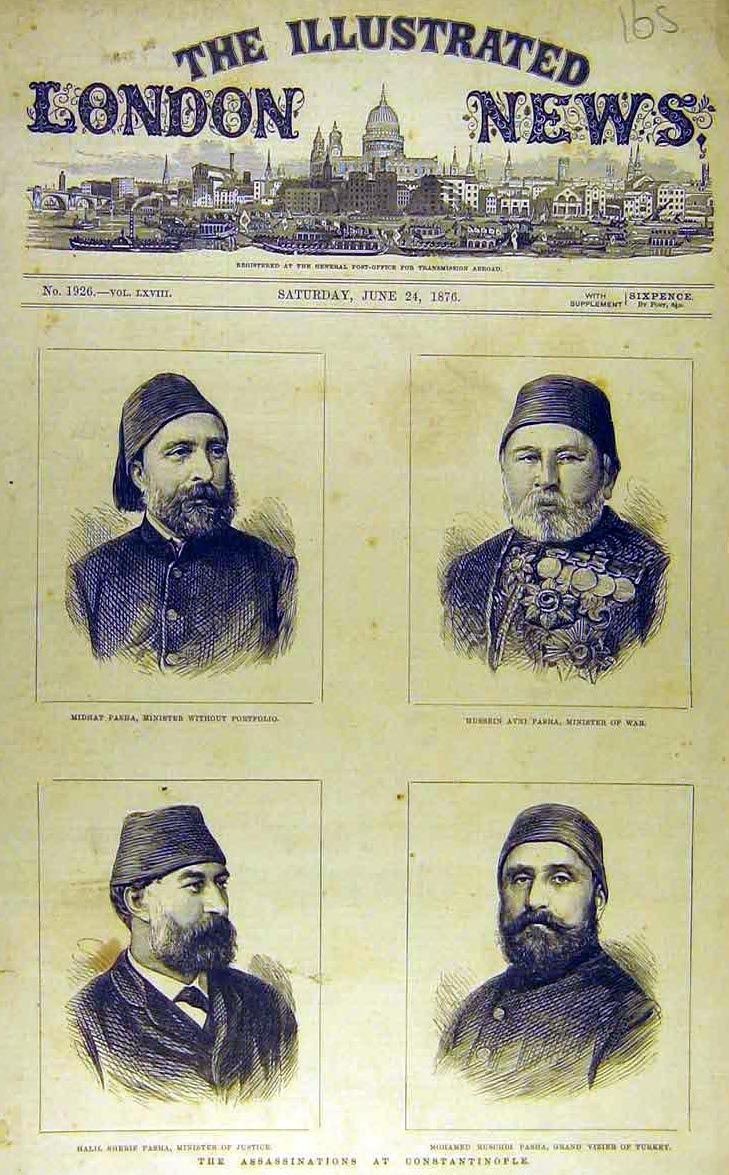
Uma reportagem sobre o incidente no jornal de Londres com fotos dos estadistas mortos.

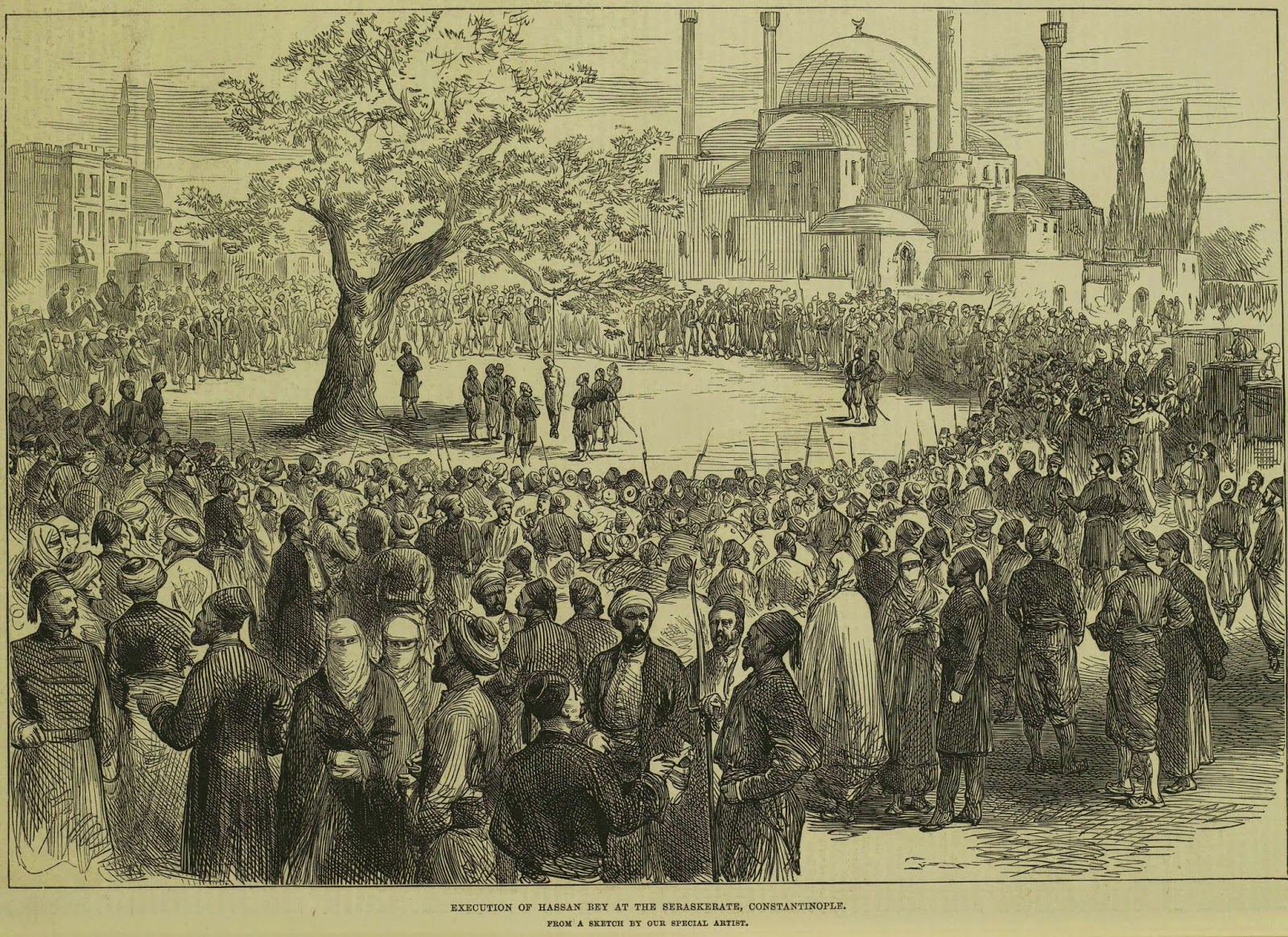
Execução de Çerkes Hassan.

Çerkes Hassan ou Cherkes Hassan (Turco (em turco:  Çerkes Hasan; 1850-1876, Istambul). Circassiano de origem, capitão do exército de infantaria Otomano . Sua irmã Nesrin Kadyn-efêndis, tornou-se a quinta esposa do sultão Abdulazize (1861–1876). Quando da morte de sua irmã e de seu cunhado, o sultão, ele acusou o governador-geral e estadista  e grão-vizir  Huceine Avni Paxá   de ser o responsável por aquela morte. Talvez por vingança ele tornou-se o responsável pela morte do Grão-vizir Huceine, em 15 de junho de 1876 e de mais 4 pessoas, além de provocar ferimentos em pelo menos 10 outras pessoas, entre soldados e políticos. Ele foi executado em 17 de junho de 1876, dois dias depois.

## Biografia
Çerkes Hassan nasceu em 1850 na família de um representante da aristocracia circassiana Ismail Bei.  Além de Çerkes Hassan, a família tinha uma filha mais velha, Nesherek, que mais tarde se tornaria esposa do sultão Abdulazize e recebeu o nome de Nesrin. Depois que sua filha partiu para o harém do sultão e Hassan entrou no serviço, Ismail Bei com os demais membros da família foram viver em Silivri. .
Ele se formou na Escola de Cavalaria do Sultão, e recebeu o posto de tenente do exército otomano. Durante sua formação militar, Çerkes Hassan alcançou um sucesso considerável em tiro e |passeios a cavalo, pelos quais recebeu vários prêmios. Sua irmã se tornou a quinta esposa (Kadyn) do sultão Abdulazize, que influenciou o serviço adicional de Çerkes Hassan. Logo, Çerkes Hassan tornou-se coadjuvante do filho mais velho do sultão, Xezade Iúçufe Izadim (1857–1916), depois entrou no círculo interno de Abdulazize. .

## O incidente de 15 de junho de 1876
Na noite de 29/30 de maio,  Abdulazize, durante um golpe militar, foi detido no palácio Dolmabahçe. Em 30 de maio, Abdulazize foi referenciado no fatwa (julgado), e foi deposto . Em 4 de junho de 1876, Abdulazize foi encontrado morto no palácio Feriye. O corpo do sultão foi examinado por dezesseis médicos turcos e estrangeiros; quinze deles confirmaram a versão do suicídio do sultão . Um médico da Embaixada Britânica concluiu pelo assassinato deste.  Segundo a versão oficial, o sultão cortou suas veias com uma tesoura. No entanto, houve rumores de que o sultão foi morto  a mando do grão-vizir; Huceine Avni Paxá  Çerkes era da mesma opinião. Ele acusou publicamente Avni Paxá e outros estadistas responsáveis pela morte do sultão, seu cunhado. Após a derrubada de Abdulazize, Çerkes bebia constantemente e começou a frequentar as melhores cortesãs de Istambul. Avni Paxá entendeu o perigo que poderia sobrevir da parte de Çerkes, e o nomeou um beilerbei em Baguedade    e recebeu ordem de se mudar imediatamente para aquela cidade, afim de assumir o cargo para o qual foi designado. Em 11 de junho daquele ano, a irmã de Çerkes, foi encontrada morta  em Feria. Çerkes Hassan ignorou a ordem de partir para Bagdá e permaneceu em Istambul.
Na noite de 15 de junho, invadiu uma reunião de gabinete na mansão de Midata Paxá,  armado com quatro pistolas e uma adaga indiana. Ele escondeu duas pistolas nos bolsos e mais duas em botas. Entrando pelo corredor até o salão, ele apontou a arma para Huceine Avni Paxá (1820–1876) e gritou: "Não se mexa, Serasker, eu vou te matar!" No entanto, quando Huceine Avni Paxá se moveu sem ouvir, ele imediatamente o matou com três tiros. Alguns soldados e políticos lá dentro presentes, correram para a porta, na intenção de fugir. Çerkes Hassan começou a atirar nos que fugiam. Ele se virou para Midate Paxá, dizendo-lhe: "Não tenho nada contra você, fique quieto!" No entanto, Midata Paxá e um oficial conseguiram atravessar para outra sala, e dela para o harém do palácio. Os demais presentes correram para lugares diversos. O Ministro da Marinha Kayserili Ahmed Paşa, Comandante da Frota do Mar Negro tentou atirar em Çerkes após a morte de Huceine Avni Paxá, mas foi esfaqueado por Çerkes e morreu. O ministro das Relações Exteriores Memede Raxide Paxá (1825–1876) queria atirar em Çerkes, mas foi morto a tiros com uma segunda pistola. Além disso, o Çerkes matou a tiros dois ajudantes e um servo que o atacou .
Havia 10 corpos, entre mortos e feridos até que ele foi detido por uma patrulha gendarme que chegou. Os gendarmes, o renderam com suas baionetas. Ele não resistiu aos soldados e se rendeu. Dois dias depois, em 17 de junho de 1876, Çerkes foi submetido a um breve julgamento em um tribunal, e foi rebaixada do serviço militar e sentenciado ao enforcamento a ser levado a cabo naquele mesmo dia, em uma amoreira na Praça Bajazeto. . Çerkes foi executado na praça Beyazid . Antes de sua morte, ele gritou: "Hadsein Avni Paxá matou o padexá!" 
A ação de Çerkes provocou um grande impacto no sultão Murade V (1876), filho do predecessor sultão Abdul Mejide I (1839–1861) que ainda não havia se recuperado completamente do assassinato de seu tio e antecessor, o sultão Abdulazize (1861–1876), e da morte dos ministros, conjunto de fatos que o fizeram ascender ao poder. Este foi um golpe para Murade V e, depois disso, sua saúde mental mostrou-se definitivamente prejudicada, o que o fez ser desposto após apenas 93 dias de governo,    dando lugar à ascensão de Abdulamide II (1876–1909).
A vingança de Çerkes causou uma grande ressonância na sociedade. O Sultão Abdulamide II (1876–1909), tão logo ascendeu ao trono, mandou cortar a amoreira em que esteve pendurado seu corpo e deu-lhe um túmulo, no no cemitério de Edirnekapı. O corpo de Çerkes Hassan foi enterrado então com todas as honras. .Ele escreveu "O túmulo de Çerkez Haçane Bei, que era filho de Ismail Bei de Ümerâ e guzât-ıererkis, que era jovem (26) para seus pais". 